# James Conner
James Earl Conner (Erie, 5 de maio de 1995) é um jogador de futebol americano que atua como Running Back no Arizona Cardinals da National Football League (NFL). Ele jogou futebol americano universitário na Universidade de Pittsburgh e foi selecionado pelos Steelers na terceira rodada do Draft de 2017. Em 2014, ele recebeu as honras All-American da AFCA e foi premiado como o Jogador do Ano da ACC.

## Carreira no ensino médio
Conner frequentou a McDowell High School em Erie, Pensilvânia. Ele jogava como running back e na linha defensiva no time de futebol americano.
Em seu último ano, ele correu para 1.680 jardas em 155 corridas e 26 touchdowns.
Ele se comprometeu a jogar futebol americano universitário na Universidade de Pittsburgh em agosto de 2012.

## Carreira universitária

### Temporada de 2013
Como um calouro em 2013, Conner jogou em 12 dos 13 jogos. Ele fez sua estréia colegial contra Universidade do Estado da Flórida e teve oito corridas para 34 jardas. Na semana seguinte, ele marcou seu primeiro touchdown na carreira contra Universidade do Novo México e terminou a vitória com 12 corridas para 119 jardas e dois touchdowns. Em 26 de dezembro de 2013, Conner teve 26 corridas para 226 jardas e um touchdown durante a vitória por 30-27 sobre Bowling Green State University no Little Caesar's Bowl. Ele foi nomeado o MVP do Little Caesars Pizza Bowl de 2013.
Ele liderou a equipe em jardas e touchdowns terrestres com 799 jardas e 8 touchdowns, respectivamente. As 229 jardas de Conner quebraram o recorde escolar de Tony Dorsett de jardas terrestres em um jogo de bowl.

### Temporada de 2014
Conner começou sua segunda temporada correndo para 153 jardas com 14 corridas e marcou quatro touchdowns na vitória por 62-0 sobre Universidade de Delaware. Em 1 de novembro de 2014, Conner correu 38 vezes para 263 jardas e marcou três touchdowns durante uma derrota por 51-48 para Universidade Duke. No jogo seguinte, ele correu para pelo menos 200 jardas terrestres pelo segundo jogo consecutivo, com 30 corridas para 220 jardas e quatro touchdowns, em uma derrota para Carolina do Norte.
Em sua segunda temporada, Conner correu para 1.765 jardas em 298 tentativas e estabeleceu um recorde da ACC com 26 touchdowns terrestres. Ele liderou a ACC em jardas terrestres e ficou em 7º na FBS. No final da temporada, ele foi nomeado o Jogador do Ano da ACC  e conquistou honras All-American da AFCA.

### Temporada de 2015
Em 5 de setembro de 2015, Conner lesionou seu Ligamento colateral medial durante a vitória por 45-37 sobre a Universidade Estadual de Youngstown. Ele terminou o jogo com oito corridas para 77 jardas e marcou dois touchdowns e perdeu toda a temporada.
Ele também foi diagnosticado com Linfoma de Hodgkin durante o processo de reabilitação e se curou do câncer durante o período de entressafra.

### Temporada de 2016
Conner jogou na abertura da temporada contra Villanova e terminou a vitória com 17 corridas para 53 jardas e um touchdown, além de três recepções para 15 jardas e sua primeira recepção para touchdown. No jogo seguinte, Conner teve 22 corridas para 117 jardas e um touchdown em uma vitória por 42-39 contra Universidade Estadual da Pensilvânia. Ele também teve quatro recepções, 29 jardas e um touchdown nesse jogo. Em 17 de setembro de 2016, Conner teve 24 corridas para 111 jardas e um touchdown durante uma derrota por 45-38 para Universidade Estadual de Oklahoma. Em 27 de outubro de 2016, ele teve 19 corridas para 141 jardas e três touchdowns em uma derrota por 39-36 para Instituto Politécnico e Universidade Estadual da Virgínia.
Em 10 de dezembro de 2016, Conner anunciou via Twitter que pretendia candidatar-se para o Draft da NFL de 2017 e renunciar ao seu último ano na Pitt.

### Estatísticas na carreira universitária
| Estatísticas da carreira da NCAA |            |          |          |          |          |          |          |     |           |           |           |           |           |
| Pittsburgh Panthers              |            |          |          |          |          |          |          |     |           |           |           |           |           |
| Temporada                        | Equipe     | Correndo | Correndo | Correndo | Correndo | Correndo | Correndo |     | Recebendo | Recebendo | Recebendo | Recebendo | Recebendo |
| Temporada                        | Equipe     | J        | Ten      | Jardas   | Média    | Longo    | TD       | Rec | Jardas    | Média     | Longo     | TD        |           |
| 2013                             | Pittsburgh | 12       | 146      | 799      | 5,5      | 45       | 8        | 3   | 33        | 11,0      | 13        | 0         |           |
| 2014                             | Pittsburgh | 13       | 298      | 1.765    | 5,9      | 75T      | 26       | 5   | 70        | 14,0      | 40        | 0         |           |
| 2015                             | Pittsburgh | 1        | 8        | 77       | 9,6      | 40       | 2        | 1   | 7         | 7,0       | 7         | 0         |           |
| 2016                             | Pittsburgh | 13       | 216      | 1.092    | 5,1      | 40T      | 16       | 21  | 302       | 14,4      | 55T       | 4         |           |
| Carreira                         | Carreira   | 39       | 668      | 3,733    | 5,6      | 75T      | 52       | 30  | 412       | 13,7      | 55T       | 4         |           |

## Carreira profissional
Ele participou do Combine da NFL, mas optou por realizar apenas a corrida de 40 jardas, salto vertical e supino. Na conclusão do processo de pré-draft, Conner foi projetado para ser uma escolha de quinta ou sexta rodada por olheiros e especialistas da NFL.
Conner foi classificado como o 12º melhor running back disponível no draft pela Sports Illustrated e o 15º melhor running back pela DraftScout.com.
| Altura                                                  | Peso   | Comprimento do braço | Tamanho da mão | Corrida de 40 jardas | Corrida de 10 jardas | Corrida de 20 jardas | 20-ss  | 3-cone | Salto vertical | Amplo  | BP            |
| ------------------------------------------------------- | ------ | -------------------- | -------------- | -------------------- | -------------------- | -------------------- | ------ | ------ | -------------- | ------ | ------------- |
| 1,87 m                                                  | 106 kg | 0,79 m               | 0,25 m         | 4,65 s               | 1,63 s               | 2,69 s               | 4,40 s | 7,14 s | 0,74 m         | 2,87 m | 20 repetições |
| Todos os valores do Pro Day da NFL Combine / Pittsburgh |        |                      |                |                      |                      |                      |        |        |                |        |               |

### Temporada de 2017
O Pittsburgh Steelers selecionou Conner na terceira rodada (105ª escolha geral) do Draft de 2017. Conner foi o oitavo running back selecionado no draft.  Ele foi a camisa da NFL mais vendida em julho, superando todos os novatos, bem como Marshawn Lynch, Von Miller, Dak Prescott e Tom Brady.
Em 11 de maio de 2017, o Pittsburgh Steelers assinou com Conner um contrato no valor de US$ 3,16 milhões por quatro anos, que inclui um bônus de assinatura de US $ 706.288.
Ele entrou no campo de treinamento competindo com os veteranos Knile Davis e Fitzgerald Toussaint pelo cargo de running back reserva deixado por DeAngelo Williams. Davis e Toussaint foram dispensados e Mike Tomlin, treinador dos Steelers, nomeou Conner como reserva de Le'Veon Bell no começo da temporada regular.
Ele fez sua estréia profissional na abertura da temporada contra o Cleveland Browns e teve quatro corridas para 11 jardas na vitória por 21-18. Na semana 4, Conner teve quatro corridas para 26 jardas em uma vitória por 26-9 contra o Baltimore Ravens.
Em 29 de dezembro de 2017, o Pittsburgh Steelers colocou Conner na lista de reservas lesionados devido a uma lesão no Ligamento colateral medial que exigiu cirurgia. Ele terminou sua temporada de estreia com 144 jardas em 32 corridas, sem touchdowns.

### Temporada de 2018
O treinador Mike Tomlin nomeou Conner como o running back titular no inicio da temporada regular após a decisão de Le'Veon Bell de não jogar por causa de uma disputa contratual.
Ele fez seu primeiro jogo como titular na abertura da temporada contra o Cleveland Browns e teve 31 corridas para 135 jardas e dois touchdowns em um empate de 21-21. Conner marcou seu primeiro touchdown em uma corrida de quatro jardas no primeiro quarto e também teve cinco recepções para 47 jardas durante o jogo. Na semana 5, uma vitória por 41-17 sobre o Atlanta Falcons, Conner teve 110 jardas e dois touchdowns terrestres junto com quatro recepções para 75 jardas. Na semana 6, uma vitória por 28-21 sobre o Cincinnati Bengals, Conner teve 111 jardas e dois touchdowns terrestre junto com quatro recepções para 18 jardas.
Na semana 8, Conner teve o melhor jogo de sua carreira até hoje, correndo para 146 jardas em 24 corridas e dois touchdowns, bem como cinco recepções para 66 jardas em uma vitória por 33-18 sobre os Browns. Por seus esforços, Conner foi eleito o Jogador Ofensivo da Semana da AFC, juntamente com o prêmio de Jogador Ofensivo do Mês da AFC no mês de outubro.
No jogo seguinte, contra o Baltimore Ravens, ele teve 107 jardas terrestres, 56 jardas de recepção e um touchdown na vitória por 23-16. Na semana 13, contra o Los Angeles Chargers, ele sofreu uma lesão na perna que o afastou por algumas semanas. Ele retornou para o último jogo da temporada regular contra o Cincinnati Bengals. Ele terminou a temporada de 2018 com 973 jardas, 12 touchdowns terrestres além de 55 recepções, 497 jardas e um touchdown. Connor foi selecionado para o Pro Bowl de 2019, seu primeiro.

### Estatísticas na NFL
| Ano      | Equipe   | Jogos | Correndo | Correndo | Correndo | Correndo | Correndo | Recebendo | Recebendo | Recebendo | Fumbles | Fumbles  |
| Ano      | Equipe   | Jogos | Ten      | Jardas   | Média    | Longo    | TD       | Rec       | Jardas    | TD        | Fum     | Perdidos |
| -------- | -------- | ----- | -------- | -------- | -------- | -------- | -------- | --------- | --------- | --------- | ------- | -------- |
| 2017     | PIT      | 14    | 32       | 144      | 4,5      | 23       | 0        | 0         | 0         | 0         | 0       | 0        |
| 2018     | PIT      | 13    | 215      | 973      | 4,5      | 30       | 12       | 55        | 497       | 1         | 4       | 2        |
| Carreira | Carreira | 27    | 247      | 1,117    | 4,5      | 30       | 12       | 55        | 497       | 1         | 4       | 2        |

## Vida pessoal
James Conner é filho de, Kelly Patterson e Glen Conner e é o mais novo de cinco irmãos. Seus irmãos são Glen, Richard, Michael e Rico. Glen, Richard e Michael são parentes de sangue, enquanto Rico é um meio-irmão fruto do segundo casamento de sua mãe. Ele se formou em comunicação na Universidade de Pittsburgh.
Depois de lesionar o Ligamento colateral medial durante o primeiro jogo de 2015, Conner começou a frequentar a reabilitação e começou a sentir fadiga excessiva e outros sintomas, levando os médicos a realizar um raio-X no tórax que revelou o Linfoma de Hodgkin. Em 4 de dezembro de 2015, Conner anunciou que foi diagnosticado com linfoma de Hodgkin. Apesar disso, ele disse "Eu escolho não ter medo do câncer... vou jogar futebol americano de novo".
Ele teve 12 sessões de quimioterapia e completou sua última sessão em 9 de maio de 2016. Durante seu tratamento, Conner continuou a participar de exercícios com o time de futebol americano da Universidade de Pittsburgh.
Conner apareceu em 21 de abril de 2016 no "The Ellen DeGeneres Show" e conheceu Eric Berry, do Kansas City Chiefs, que também superou o linfoma de Hodgkin e que Conner via como uma figura inspiradora. Durante o tratamento de Conner, ambos os jogadores falavam via texto, mas nunca tinham se encontrado pessoalmente.
Em 23 de maio de 2016, Conner anunciou no Twitter que ele estava livre do câncer.
Durante a temporada de 2018, Conner começou a cultivar um Mullet, que se tornou popular entre os fãs dos Steelers. Conner se juntou a muitos outros nativos de Pittsburgh e estrelas do esporte que ostentaram o penteado, sendo o mais famoso o ex-superstar do Pittsburgh Penguins, Jaromír Jágr.

## ligações externas
- James Conner no X
- Pittsburgh Panthers bio
- Pittsburgh Steelers bio